# いすゞ・ウィザード
いすゞ・ウィザード（ISUZU WIZARD）は、かつていすゞ自動車が生産、販売していた5ドアSUVである。

## 概要
同社の「ビッグホーン」と比べ、本来のSUVの文法に沿った、ピックアップトラックの雰囲気を残したスタイルを特徴とする。
いすゞが日本国内で販売した乗用車系の独立車種（非OEM）としては最後に市販された車である。
1995年（平成7年）、初代が「ミュー」の5ドアバージョン、「ミュー・ウィザード」として登場。1998年（平成10年）に実施されたフルモデルチェンジの際に、それまでのミューのサブシリーズから「ウィザード」として独立した。
北米では「ロデオ」の車名で、タイでは初代モデルのみが「カメオ」「ベガ」の車名でそれぞれ販売が行われた。ヨーロッパのオペル/ボクスホールやオーストラリアのホールデンでは「フロンテラ」の5ドア車として販売が行われた。北米では本田技研工業にもOEM供給が行われてホンダ・パスポートとして販売されていた。
日本では2002年にいすゞ自動車がSUV事業の撤退に伴い販売を終了し、海外でも2004年に製造を終了した。

## 初代 UCS69GW型（1990年 - 1998年）
1990年（平成2年）、北米にて「アミーゴ」を5ドア化した「ロデオ」が1991年モデルとして発売された。製造はアメリカの「SIA」で行われた。エンジンは当初4ZE1型 直列4気筒 2.6Lとゼネラルモーターズ (GM) 製のV型6気筒 3.1Lが用意され、トランスミッションは5速MTに加えて、V6車は4速ATも選べた。1993モデルイヤーにV6エンジンは自社製の6VD1型 3.2Lに、直4エンジンはホールデン製の2.4L ファミリーIIにそれぞれ換装された。
ビッグホーンとの競合を避けるため、北米向けロデオの日本導入は当初予定されていなかったが、1990年代の国内のクロスカントリー車市場の急成長に伴い、いすゞでも新たなSUVを国内に投入し、低迷していた乗用車販売の一助とする機運が高まった。
当時、他社のクロスカントリーSUVの多くは5ドア・ロングボディの投入で人気となっており、日本国内市場では「5ドア・ディーゼル・AT」が売れ筋の「三種の神器」とされていた。そこで、ビッグホーンとは異なる新たなSUVとして北米向けロデオの日本国内導入が企画されたが、ロデオの登場から約4年ものタイムラグがあったため、迅速な市場投入が求められた。そこで当時社長直属のプロジェクトとして立ち上げられた「ZIPカープロジェクト」により、各セクションから専任スタッフを集め少数精鋭の開発体制が組まれた。
当初は北米向けロデオを右ハンドル化して輸入することで、新車種の追加と、帰りの車運船の積載効率の向上の両方が果たせると考えられていた。しかし国内市場への導入に際し、当時主流であったディーゼルエンジンの搭載や、ライバル車への対抗上、乗り心地を考慮したサスペンション形式の変更（リーフリジッドから4リンクリジッド + コイルスプリングへと刷新）などから、UBSビッグホーンとの部品の共有化を考え、藤沢工場での生産になった。
同時期にエルフUTの企画が同じZIPカープロジェクトで立ち上げられたほか、1997年（平成9年）に発表されたビークロスも同プロジェクトから量産化されている。

### 日本仕様
北米向けロデオからの主な変更点は以下の通りである。
エンジン
4JG1型ディーゼルを搭載。
リアサスペンション
リーフスプリング+リジッドアクスルから4リンク+コイルスプリング+リジッドアクスルへ変更。
生産拠点
日本国内（藤沢工場）で生産。
エンジン・サスペンションが変更された背景として、当時の国内市場ではトルクフルで燃費に優れるディーゼルエンジンが人気であったこと、ワゴンではリーフリジッドサスペンションがすでに通用しなかったことが挙げられる。ミューの姉妹車という位置付けであるが、外観は同社の国内版ピックアップトラックであるロデオに近い。フロントコーナーマーカーのレンズがアンバーなのは北米向けロデオの名残である（ロデオのこの部分はサイドマーカー+サイドターンシグナル、ミューウィザードではクリアレンズの車幅灯をバンパーのフロントターンシグナル外側に移設し、サイドターンシグナルとなる）。
エンジンは排出ガス規制への対応を考慮して、3.1Lの4JG2型エンジン（インタークーラーなし）を採用した。シャーシのほとんどはビッグホーン・ロングからの流用で、内外装はミュー、インパネ周りをビークロスと共用した部分も多い。トランスミッションは4速ATのみであった。
1997年（平成9年）春、マイナーチェンジではエンジンの電子制御化による出力およびトルクが向上し、アルミホイールのデザイン変更などが行われた。

### 欧州仕様
ヨーロッパ向けのオペル/ボクスホール・フロンテラは1991年に発売された。イギリス・ルートンにあるIBCビークルズ（いすゞとボクスホールの合弁で、旧ベッドフォード・ビークルズの工場）にて製造が行われた。エンジンは当初はオペル製の2.4Lガソリンと2.3Lディーゼルが搭載された。1995年のマイナーチェンジで2.2Lガソリンといすゞ製4JB1-TC型 2.8Lディーゼルに換装され、リアサスペンションがコイルスプリング式に改められた。1996年からはVMモトーリ製の2.5Lディーゼルも加わった。
フロンテラは1995年にルートンからオセアニアのホールデンに輸出されて発売されたが、こちらは3ドアのみであった。

### タイ仕様
タイでは1993年から2WD車が「カメオ」 (Cameo)、4WD車が「ベガ」 (Vega) の車名で導入され、2002年まで製造が行われた。後継車種はMU-7。

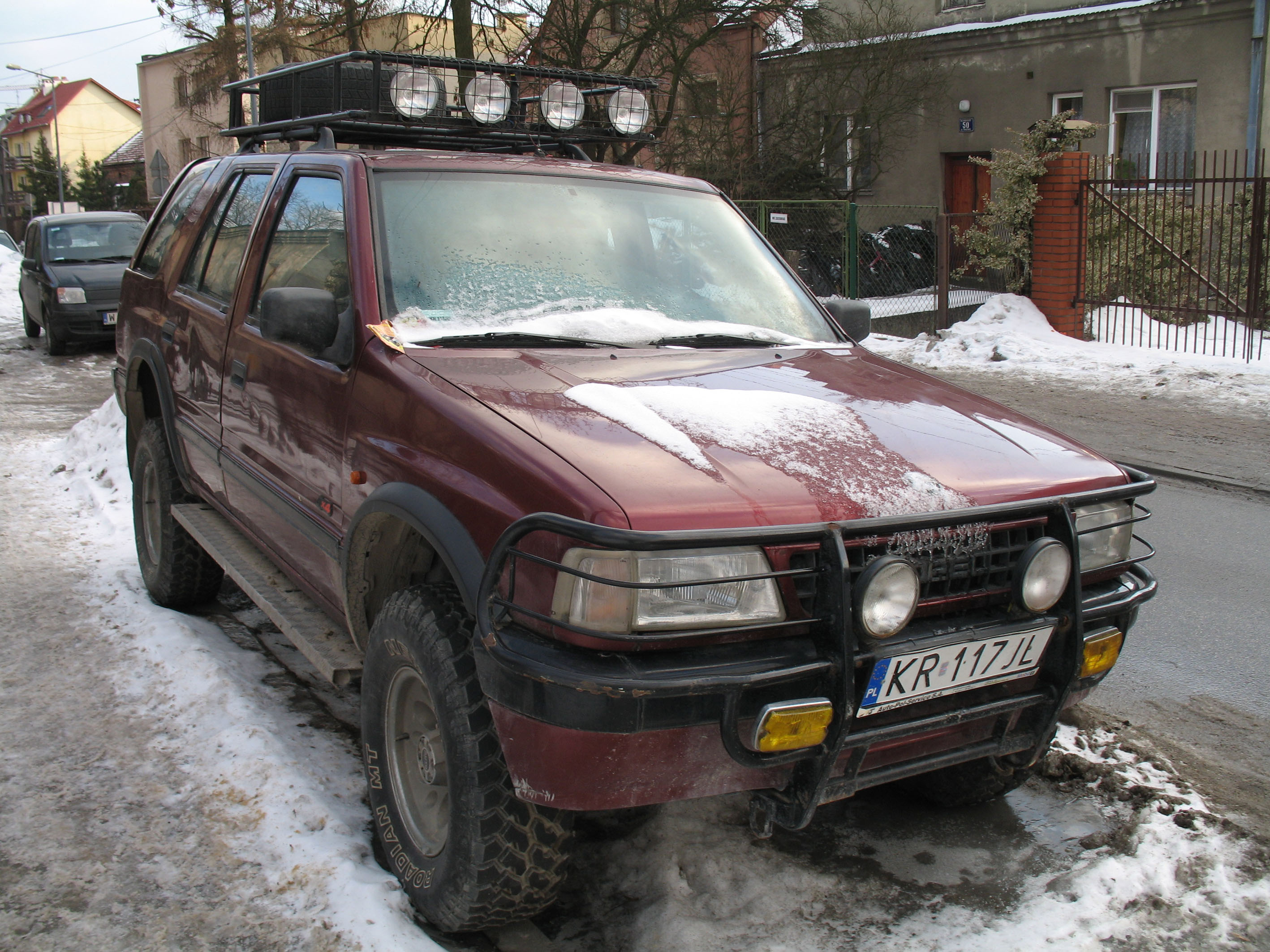
オペル・フロンテラ（フロント）
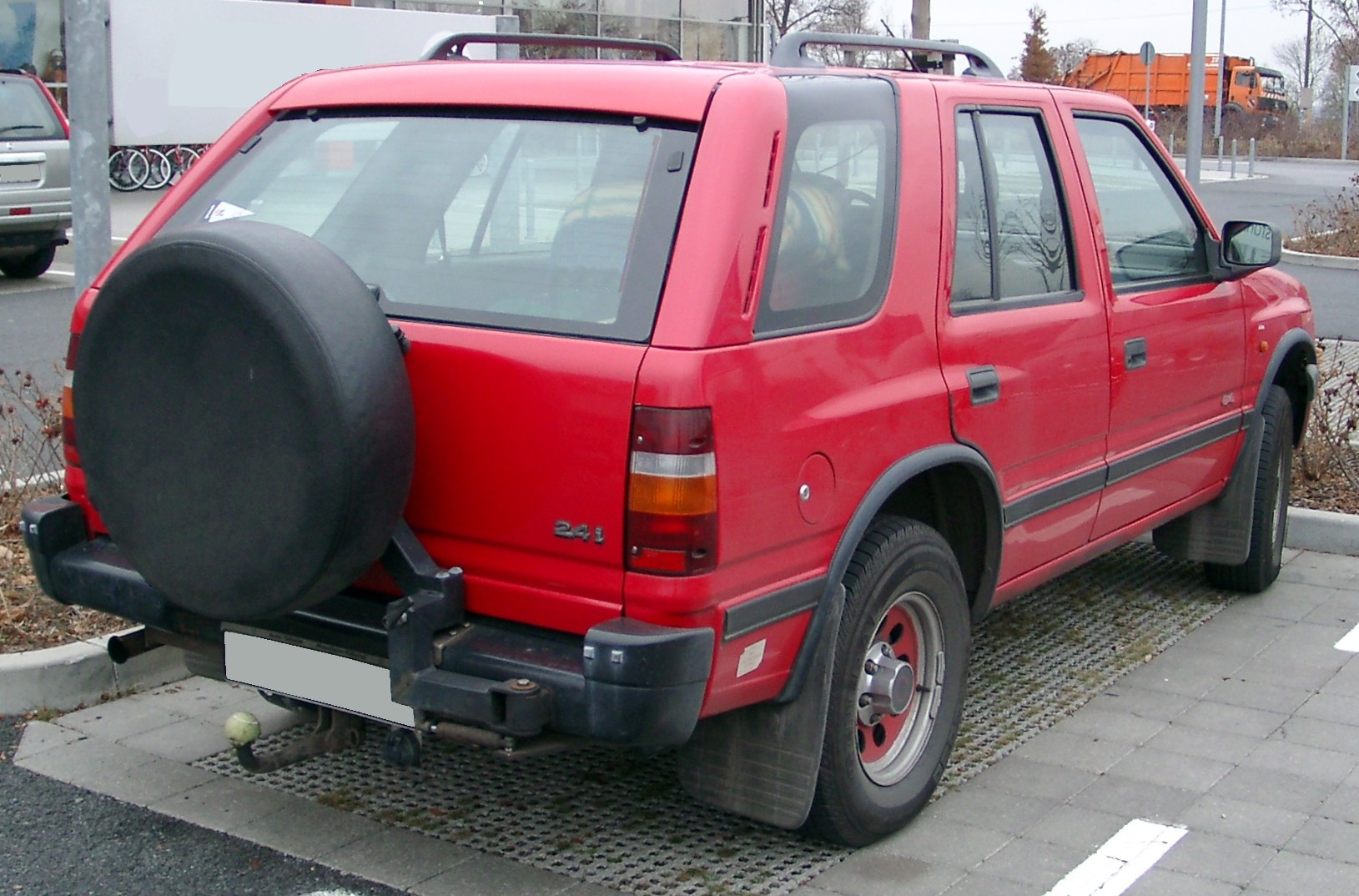
オペル・フロンテラ（リア）

## 2代目 UER25FW/UES25FW/UES73FW型 (1998年 - 2005年)
1997年（平成9年）の第32回東京モーターショーで、「145X」が2代目ウィザードのコンセプトカーとして発表された。「145X」とは開発コードであり、"145"がUES系の全体開発コード、"X"がロングボディー単独コードを表す(ショートホイールベースのミューは「Y」）。外観をゴールドのボディカラーでまとい、内装に本革やシルバー等の装飾が施されたが、その多くは市販車に生かされることはなかった。
1998年（平成10年）5月、2代目「ウィザード」の国内販売を開始。「ミュー」の冠が外れて独立した車種となった。生産は当時富士重工業との合弁であった、アメリカの「スバル・イスズ・オートモーティブ」（SIA）で行われた。そのため日本国内では輸入車として扱われており、バックドアガラスに「日本自動車輸入組合」のステッカーが付く。
プラットフォームおよびエンジンは先代から一新され、スポーツ性と実用性の双方を兼ね備えた、コストパフォーマンスに優れたSUVとして位置づけられた。
プラットフォーム
プラットフォームでは、先代がUBSビッグホーンと共通のシャーシを使用していたのに対して、UES型では専用のシャーシを開発した。このシャーシの特徴としては、従来のロングボディやショートボディだけではなく、ピックアップトラックへの流用を考慮して、3分割フレームとした。ボディの長さ、用途別による強度対応を柔軟に行える点が挙げられる。（後にタイで生産されるD-MAXのシャーシにも流用されているが、大幅に改良されている。）軽量化にも対応しており、従来比で100kg以上の軽減されている。このプラットフォームの開発当初は、モノコック化も検討されていたため、その際の技術が軽量化につながったとも言われている。サスペンションはフロントは従来どおりダブルウィッシュボーン+トーションバースプリングだが、リアは5リンクリジッド+コイルスプリングに変更された。リアサスペンションの変更は、燃料タンクの位置変更（リアオーバーハングからホイールベース間）とスペアタイヤの床下設置に対応したものである。ステアリングギアボックスも従来のボール・ナットから、ラック・アンド・ピニオンに変更され、操縦性を向上させた。
エンジン
- ガソリンエンジン 3,200cc V6 6VD1 出力:215PS/5,600rpm トルク:30.0kg・m/3,200rpm

ビークロス用の6VD1型からエキゾーストマニホールドの等長化を実施。
- ディーゼルエンジン 3,000cc 4JX1 出力:145仏PS/3,600rpm トルク:30.0kg・m/2,000rpm

UBS73ビッグホーン用からインタークーラーを省略。
いすゞが新たに開発した4JX1型コモンレール式ディーゼル(Dd)ターボ（インタークーラーなし）を搭載し、燃費の向上、環境負荷の低減を両立させた。出力においても前モデルより排気量が0.1L減少したにもかかわらず、＋20PSと飛躍的に向上した。ビッグホーンに比べ、車両重量が200kg以上軽かったため、出力が低くてもドライビバリティ的に問題なかった。
スタイリング
欧州のデザインスタジオ(いすゞヨーロッパエンジニアリング、IEE）と藤沢工場デザイン部の競作。チーフデザイナーは3代目ジェミニを担当した中村史郎。「質実恒健」をキーワードに、プレーンでシンプルなスタイルを目指した。
グレード
- ガソリン車 TYPE-X（ATのみ）
- ディーゼル車 TYPE-X（AT/MT） TYPE-S（AT）

初期モデルにおける、追加車種及び特別仕様車は次のとおりである。
- K2エディション（TYPE-Xベース）
- エアロカスタム（TYPE-Xベース）
- G-LIMITED（欧州向けワイドフェンダー装着）
- 2WD仕様追加

2WD追加時に、ガソリン車のアルミホイールが15inから16inに変更された。
2000年（平成12年）5月、マイナーチェンジを実施。内外装のデザインを大幅に変更し、質感を大幅に向上されるとともに、グレードの整理、新技術の投入を積極的に実施した。
エンジン
ディーゼルエンジンは変更なし。ガソリンエンジンは、電子制御スロットルの採用、イオンセンシングの採用、良低排出ガスの適応が実施された。
サスペンション
初期型で不満の多かった操縦性を向上。主に欧州仕様のサスペンションと同じセッティングを実施。スタビライザー径の変更や、ショックアブソーバーの減衰力変更を実施した。
上級グレードLSE及びLSは、電子制御セミアクティブサスペンションを採用。スカイフック理論を応用し、「スポーツ」と「コンフォート」の2通りをスイッチにより選択できる。このシステムの採用で、ノーズダイブとロールが抑えられると言われている。
駆動系
4WD車のLSE及びLSにTOD（トルクオンデマンド）を採用。駆動の切り替えをレバー方式からダイアル（スイッチ）方式に変更。
グレード
名称の変更と、上級グレードの追加を実施
- LSE（新設：LSにサンルーフ、本革シート、セミアクティブサスペンション標準）
- LS（TYPE-Xより名称変更。4WD車はTOD追加。セミアクティブサスペンションはオプション扱い）
- S（TYPE-Sより名称変更。5MT設定）

スタイリング
- マルチリフレクターランプ採用
- フロントグリル、バンパーデザイン変更
- リアコンビランプ変更

コストパフォーマンスの充実を図った意欲的なモデルへと変化、フロントマスクの変更でアメリカ市場で好まれるタフなイメージが強調された。
2001年（平成13年）5月、マイナーチェンジを実施。北米のイヤーモデルにあわせた小変更。リアドアにツイーターを追加、8スピーカーとなる。水没対策パワーウインドウの追加、2WDアライブに偏平率60%タイヤの装着、UVカットガラスをフロントウインドシールドに装備、エアバッグの意匠一部変更など。
2002年9月、いすゞ自動車のSUV事業撤退に伴い生産終了。同年12月に日本国内での販売を終了。

### 海外展開
北米向けロデオは、2002年と2003年にマイナーチェンジを実施された。2002年マイナーチェンジ時に、フロントマスクのデザインをホール6化し、フリーホイールハブの廃止に伴い、ホイールデザイン変更とセンターキャップの張り出しをなくした他、ステアリング・ホイールにオーディオコントロールスイッチを装備した。2003年に行われたマイナーチェンジでは、アクシオムとともに 3,500cc 直噴ガソリンエンジンがオプションで追加された。
北米でも2004年に生産が中止され、2005年までに販売を終了した。
ヨーロッパ向けのオペル/ボクスホール・フロンテラは1998年にモデルチェンジされ、引き続きイギリス・ルートンのIBCビークルズで製造が行われた。エンジンは直4の2.2Lガソリン、2.2Lディーゼルと、V6の3.2Lガソリンである。2004年に製造を終了。
オセアニア向けのホールデン・フロンテラは1999年にモデルチェンジされ、2代目からは3ドアに加えて5ドアもラインナップされた。初代はIBCビークルズで製造されていたが、2代目はアメリカのSIAからの輸入となった。5ドア車のエンジンは3.2L V6のみ。ホールデン向けは2003年に製造を終了し、2004年半ばまでに販売を終了した。

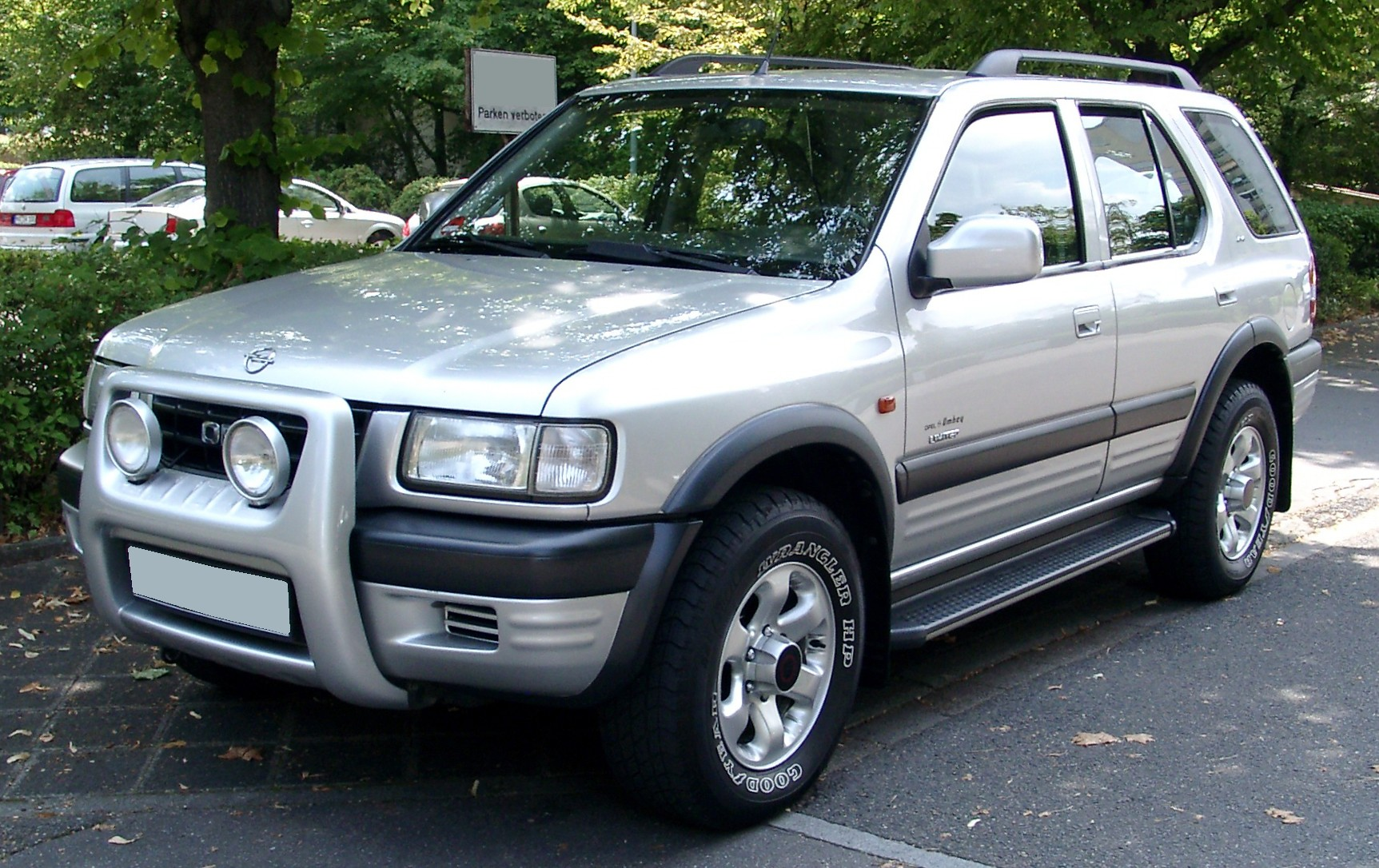
オペル・フロンテラ（フロント）
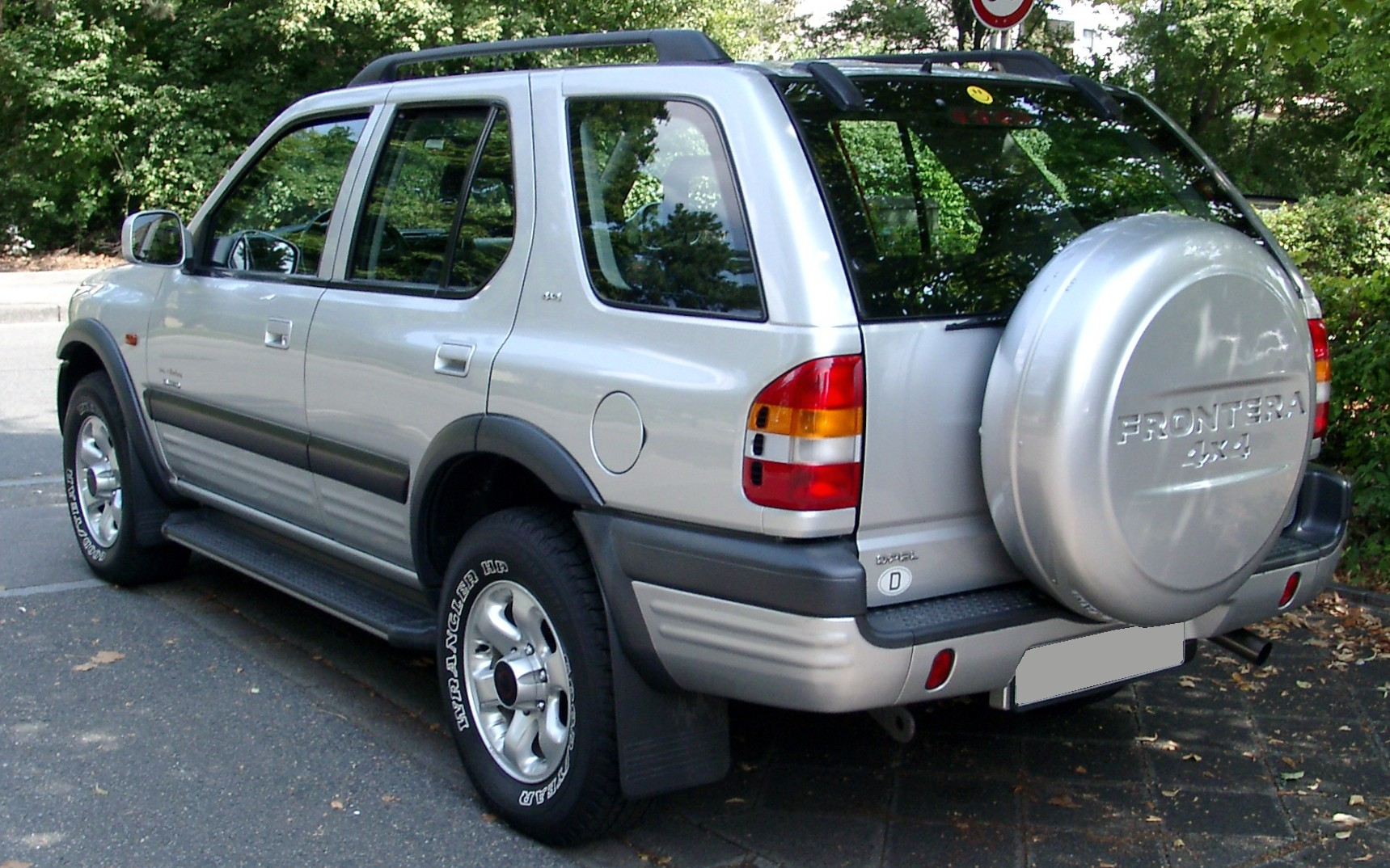
オペル・フロンテラ（リア）
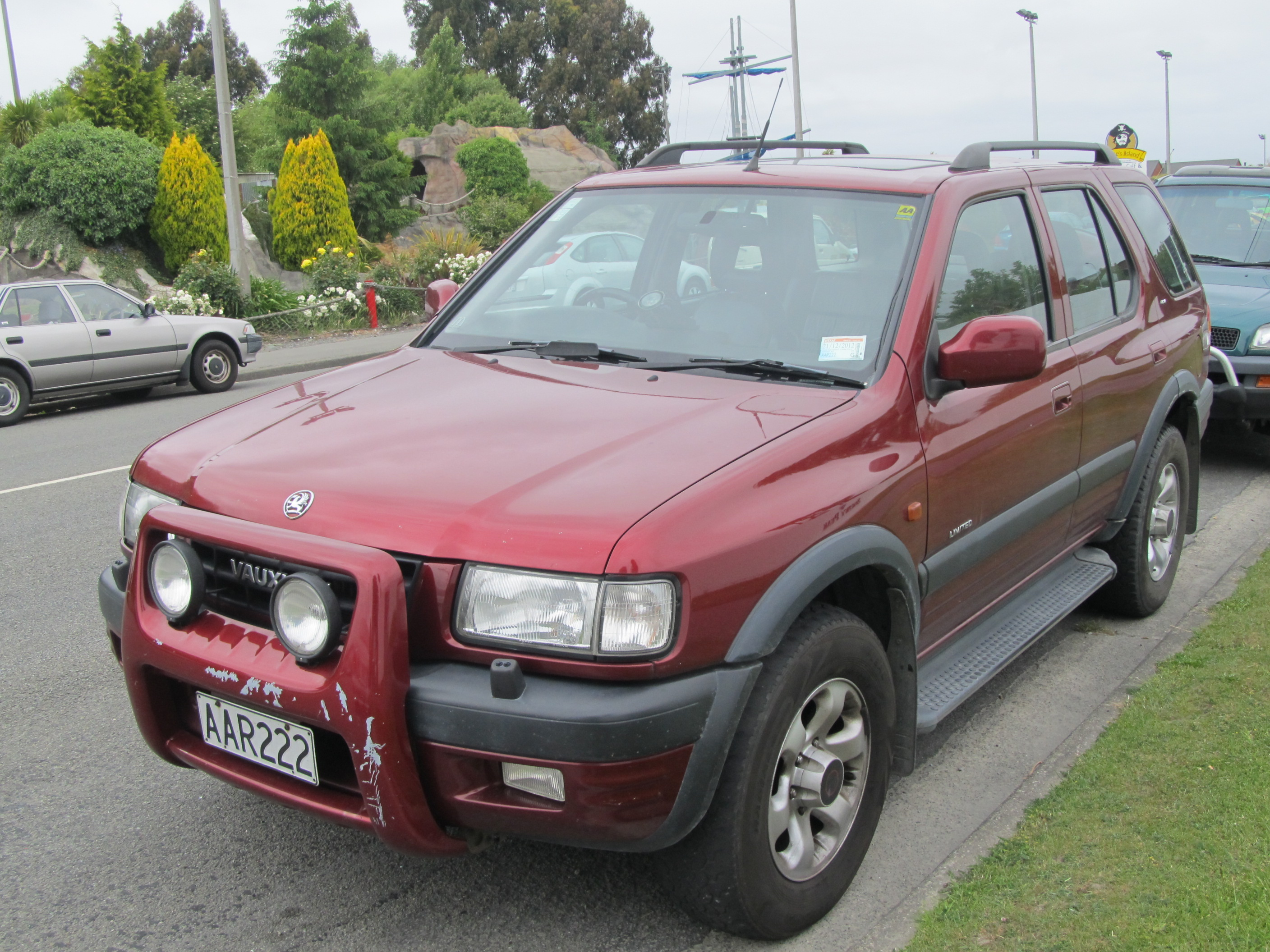
ボクスホール・フロンテラ
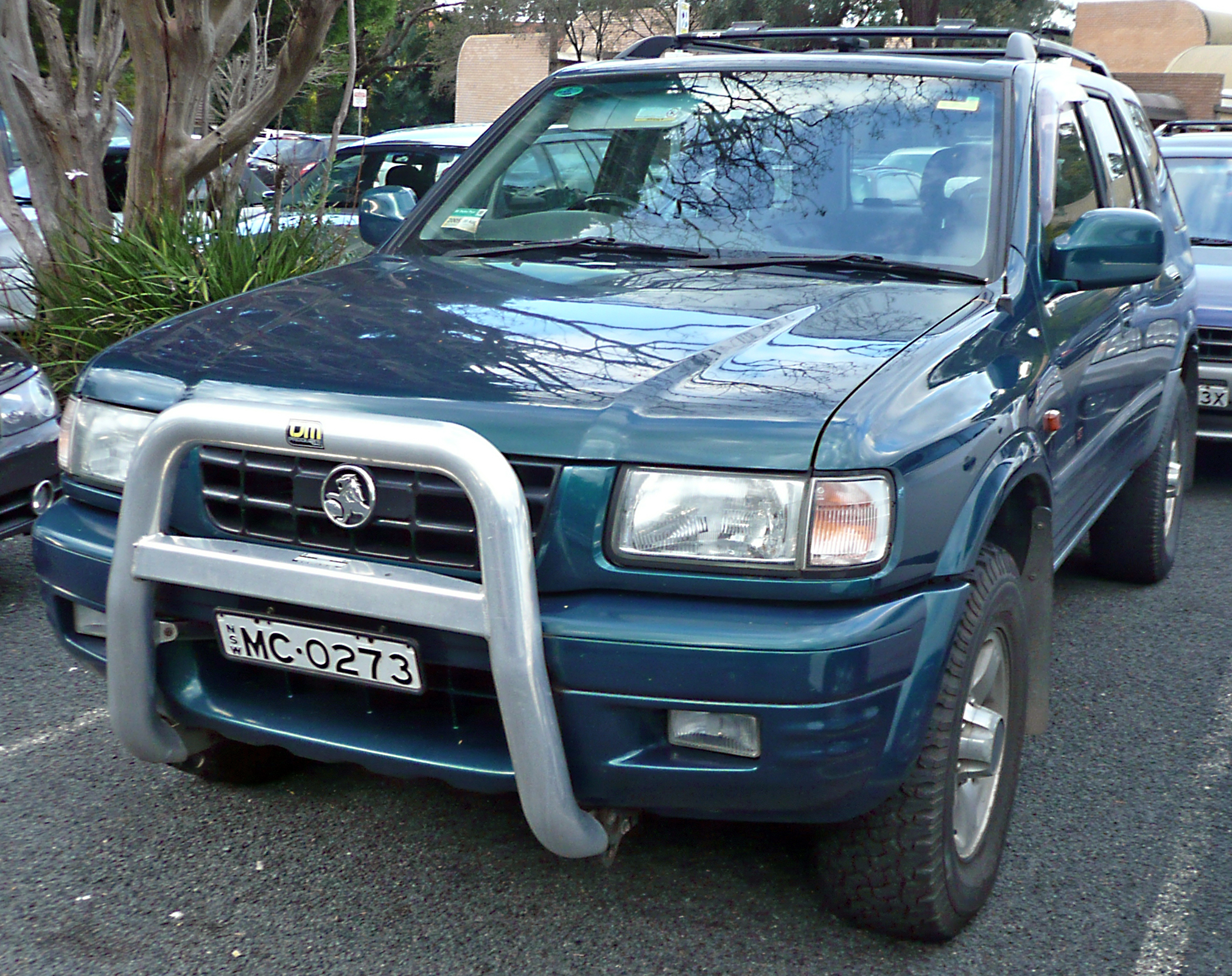
ホールデン・フロンテラ（前期型フロント）
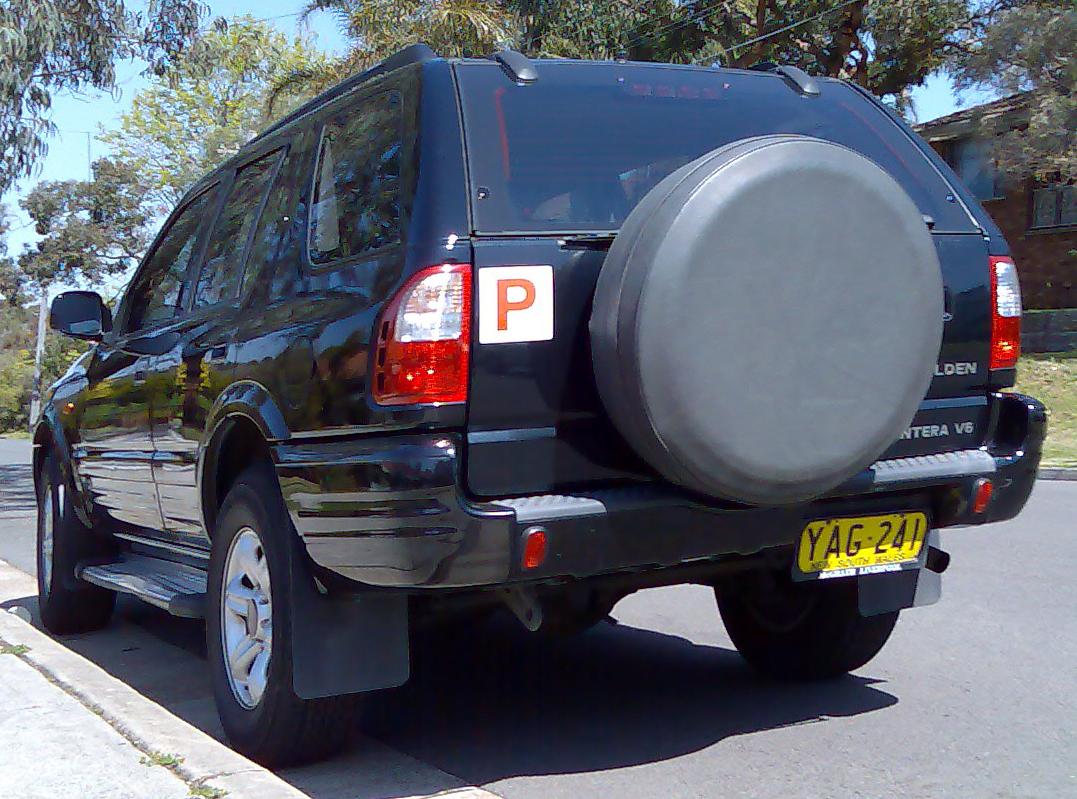
ホールデン・フロンテラ（後期型リア）

## 車名の由来
- 英語で魔法使い。